# Charlotte (Tennessee)
Pour les articles homonymes, voir Charlotte.
Charlotte est une ville des États-Unis, siège du comté de Dickson, dans l’État du Tennessee. Lors du recensement de 2010, sa population s’élevait à 1 235 habitants.

## Source
- (en) Cet article est partiellement ou en totalité issu de l’article de Wikipédia en anglais intitulé « Charlotte, Tennessee » (voir la liste des auteurs).